# Westdorp
Westdorp (52° 54′ N, 6° 46′ L) é uma cidade dos Países Baixos, na província de Drente. Westdorp pertence ao município de Borger-Odoorn, e está situada a 17 km, a noroeste de Emmen.
A área de Westdorp, que também inclui as partes periféricas da cidade, bem como a zona rural circundante, tem uma população estimada em 140 habitantes.